# Carlos Jorge dos Santos Silva Gomes
Carlos Jorge dos Santos Silva Gomes, Coronel da GNR, foi Governador Civil de Faro entre 14 de agosto e 27 de novembro de 2009 e entre 26 de abril de 2011 e junho de 2011.
A 22 de junho de 2018, foi agraciado com o grau de Grande-Oficial da Ordem Militar de Avis.